# Vogtlands voetbalkampioenschap 1932/33
In 1932/33 werd het achttiende en laatste Vogtlands voetbalkampioenschap gespeeld, dat georganiseerd werd door de Midden-Duitse voetbalbond. De competitie van Göltzchtal werd nu volledig bij Vogtland geïntegreerd. 
SpVgg 06 Falkenstein werd kampioen en plaatste zich voor de Midden-Duitse eindronde. De club verloor met 0:7 van PSV 1921 Chemnitz.
Na dit seizoen kwam de Nationaalsocialistische Duitse Arbeiderspartij aan de macht en werd de competitie grondig geherstructureerd. De overkoepelende voetbalbonden werden afgeschaft en ruimden plaats voor 16 Gauliga's. De clubs uit Vogtland gingen in de nieuwe Gauliga Sachsen spelen. Drie clubs kwalificeerden zich hiervoor. SuBC Plauen kreeg voorrang op VfB Plauen dat hoger eindigde in de competitie omdat de club al verscheidene keren kampioen geworden was van Vogtland. 
De clubs kwamen nu tegenover de sterke clubs uit Noordwest-Saksen, Midden-Saksen en Oost-Saksen te staan. VFC Plauen en SpVgg Falkenstein degradeerden meteen. SuBC na twee seizoenen. Konkordia was de enige andere club die er nog in slaagde om te promoveren en speelde ook twee seizoenen in de Gauliga. 

## Gauliga
| Plaats | Club                        | Wed. | W  | G | V  | Saldo | Ptn.  |
| ------ | --------------------------- | ---- | -- | - | -- | ----- | ----- |
| 1.     | SpVgg 06 Falkenstein        | 24   | 17 | 2 | 5  | 87:45 | 36:12 |
| 2.     | 1.Vogtländischer FC Plauen  | 24   | 16 | 3 | 5  | 69:27 | 35:13 |
| 3.     | VfB Plauen                  | 24   | 16 | 3 | 5  | 61:39 | 35:13 |
| 4.     | Plauener SuBC 1905          | 24   | 13 | 4 | 7  | 68:59 | 30:18 |
| 5.     | SV Konkordia 1905 Plauen    | 24   | 11 | 7 | 6  | 77:49 | 29:19 |
| 6.     | SpVgg 1909 Plauen           | 24   | 12 | 3 | 9  | 57:57 | 27:21 |
| 7.     | SV Georgenthal              | 23   | 9  | 2 | 12 | 70:71 | 20:26 |
| 8.     | SV 1912 Grünbach            | 23   | 8  | 3 | 12 | 59:65 | 19:27 |
| 9.     | FC Teutonia 1911 Netzschkau | 24   | 7  | 3 | 14 | 55:72 | 17:31 |
| 10.    | 1. FC 1907 Reichenbach      | 24   | 6  | 5 | 13 | 31:57 | 17:31 |
| 11.    | VfB Auerbach 1906           | 24   | 7  | 3 | 14 | 41:69 | 17:31 |
| 12.    | VfR 1919 Plauen             | 24   | 5  | 4 | 15 | 44:70 | 14:34 |
| 13.    | VfB Lengenfeld 1908         | 24   | 5  | 4 | 15 | 39:78 | 14:34 |

|  | Kampioen, geplaatst voor Midden-Duitse eindronde en Gauliga Sachsen 1933/34 |
|  | Geplaatst voor Gauliga Sachsen 1933/34                                      |
|  | Degradatie                                                                  |